# Coenonympha khinganensis
Coenonympha khinganensis är en fjärilsart som beskrevs av Mori och Chô 1938. Coenonympha khinganensis ingår i släktet Coenonympha och familjen praktfjärilar. Inga underarter finns listade i Catalogue of Life.